# جامعة أوريغون للصحة والعلوم مدرسة الطب
جامعة أوريغون للصحة والعلوم مدرسة الطب (بالإنجليزية: Oregon Health & Science University School of Medicine)‏ هي إحدى الكليات لتدريس الطب في الولايات المتحدة الأمريكية. تقع في مدينة بورتلاند في ولاية أوريغون الأمريكية. نوع الشهادة الطبية التي يتم تحصيلها هناك هي دكتور في الطب.